# Loxophlebia splendens
Loxophlebia splendens är en fjärilsart som beskrevs av Heinrich Benno Möschler 1872. Loxophlebia splendens ingår i släktet Loxophlebia och familjen björnspinnare. Inga underarter finns listade i Catalogue of Life.